# Łabuńki Drugie
Łabuńki Drugie – wieś w Polsce położona w województwie lubelskim, w powiecie zamojskim, w gminie Łabunie.
W latach 1975–1998 miejscowość administracyjnie należała do województwa zamojskiego.
Wieś jest sołectwem w gminie Łabunie. Według Narodowego Spisu Powszechnego z roku 2011 wieś liczyła 371 mieszkańców.
Wierni Kościoła rzymskokatolickiego należą do parafii Najświętszego Serca Jezusowego w Jarosławcu.

## Historia
Łabuńki, dziś Łabuńki Pierwsze i Łabuńki Drugie.
Wieś stanowiła początkowo własność królewską. Około I połowy XVI wieku miejscowe wójtostwo wykupił Jan Oleśnicki z Łabuń, podżupek
bocheński. Jego synowie po roku 1565 przejęli dziedzictwo Łabuniek i Hruszowa (lub Ruszowa). Według rejestru poborowego z 1578 r. wieś miała 8 łanów kmiecych (to jest około 134, 4 ha) gruntów uprawnych. W końcu XVI wieku wieś należała czasowo do Zamoyskich, a w połowie XVII stulecia przeszła w posiadanie Stanisława Firleja z Dąbrowicy, podkomorzego lubelskiego. 
W XVIII wieku należała kolejno do Wielhorskich, Grzebskich, Karśnickich, a od około 1880 – Teodora Kaszowskiego. 
Według Słownika geograficznego Królestwa Polskiego z roku 1884 Łabuńki stanowiły wieś z folwarkiem w powiecie zamojskim, gminie i parafii Łabunie. Wieś leży na równinie nad rzeką Łabuńką, przy drodze bitej od Zamościa do granicy austriackiej w odległości 6 wiorst od Zamościa, 4 wiorsty od Łabuń i 25 wiorst od Tomaszowa. Gleba popielatka, pomieszana z piaskiem i borowiną. Piękny pałac tutejszy posiada bibliotekę (według noty słownika 4000 tomów) oraz zbiór obrazów i dzieł sztuki. Park otaczający pałac stanowi cel wycieczek letnich mieszkańców Zamościa. Była tu dawniej cerkiew grecko unicka, przeniesiona do Zamościa. W 1827 roku Łabuńki miały 47 domy i 336 mieszkańców, w roku 1884 68 domów i 728 mieszkańców w tej liczbie 682 katolików 9 ewangelików pozostali wyznania prawosławnego. Do włościan należy wówczas 65 osad i 1058 mórg ziemi.

Według spisu powszechnego z 1921 r. – już 118 domów oraz 782 mieszkańców, w tym 9 Żydów i 3 Ukraińców.
W 1648 roku stał w Łabuniach obozem Bohdan Chmielnicki, oblegając Zamość, i stąd na wieść o elekcji Jana Kazimierza cofnął się na Ukrainę. Dotąd jak pisze Chlebowski znajdują się tu okopy nazywane „szwedzkiemi”. Opis Łabuniek i widok pałacu podał Tygodnik Illustrowany z 1881 roku.